# Tulipa cretica
Tulipa cretica är en liljeväxtart som beskrevs av Pierre Edmond Boissier och Theodor Heinrich von Heldreich. Tulipa cretica ingår i släktet tulpaner, och familjen liljeväxter.
Artens utbredningsområde är Kriti. Inga underarter finns listade.

## Bildgalleri

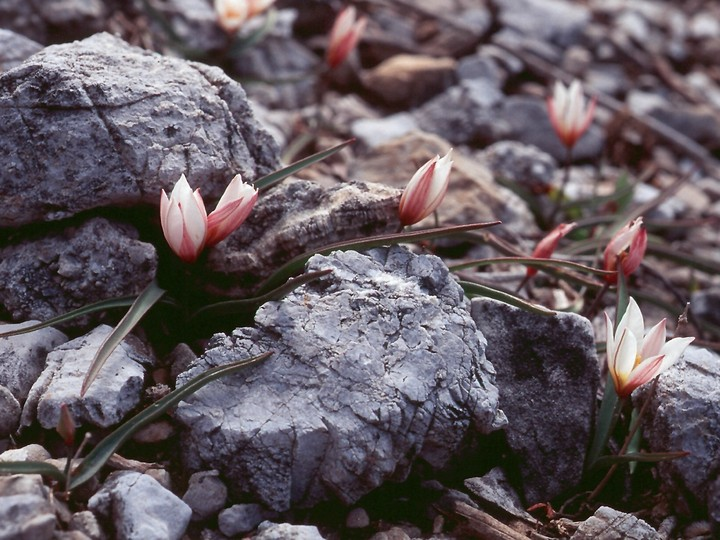